# سیارک ۷۳۷۸۲
سیارک ۷۳۷۸۲ (به انگلیسی: 73782 Yanagida، نامگذاری:1994TD15) هفتاد و سه هزار و هفتصد و هشتاد و دومین سیارک کشف شده‌است که در ۱۴ اکتبر ۱۹۹۴ کشف شد.